# Lightning Run
Lightning Run in Kentucky Kingdom (Louisville, Kentucky, USA) ist eine Stahlachterbahn vom Modell Hyper GT-X Coaster des Herstellers Chance Rides, die am 24. Mai 2014 eröffnet wurde.
Die 762 m lange Strecke, die sich über eine Grundfläche von 68,6 m × 208,8 m erstreckt, erreicht eine Höhe von 30,5 m und besitzt ein Gefälle von 80°. Es gibt insgesamt neun Airtimemomente.

## Wagen
Lightning Run besitzt zwei Züge mit jeweils fünf Wagen. In jedem Wagen können acht Personen (vier Reihen à zwei Personen) Platz nehmen.